# Dieter Tippelt
Dieter Tippelt (* 20. November 1953) ist ein ehemaliger deutscher Fußballspieler. In der Saison 1972/73 absolvierte er fünf Spiele in der Fußball-Bundesliga.

## Karriere
Der Angreifer Dieter Tippelt wechselte aus der Amateurmannschaft des TuS Arsten kommend zum Hamburger SV. Vom Hamburger SV dann zur Saison 1972/73 zum Bundesligisten Werder Bremen. Der verantwortliche Trainer in Bremen war Josef Piontek. Tippelt debütierte am dritten Spieltag, den 23. September 1972, beim 1:0-Heimsieg gegen Rot-Weiß Oberhausen in der Bundesliga. In der 75. Spielminute wurde er für Willi Neuberger eingewechselt. Im weiteren Saisonverlauf kam er zu vier weiteren Kurzeinsätzen; er konnte sich nicht gegen die weiteren Angreifer im Werder Kader wie Werner Görts, Herbert Laumen und Werner Weist durchsetzen. Bremen landete in der Abschlusstabelle auf Platz 11 und Tippelt schloss sich zur Saison 1973/74 dem SV Meppen in der Fußball-Regionalliga Nord an.
Unter Trainer Hermann Michel debütierte er am 8. August 1973 beim 1:1-Remis beim VfL Osnabrück in der letzten Saison der alten zweitklassigen Regionalliga Nord. Meppen belegte am Rundenende den achten Rang, Tippelt hatte 19 Ligaspiele absolviert. Meppen konnte sich nicht für die neu eingeführte 2. Fußball-Bundesliga zur Saison 1974/75 qualifizieren und spielte unter dem neuen Trainer Klaus Basikow in der AOL Nord. An der Seite von Hubert Hüring absolvierte Tippelt 27 Spiele und erzielte vier Tore beim Erreichen des dritten Ranges. Es schlossen sich die weiteren Stationen in der Amateuroberliga Nord beim VfB Oldenburg (52-7), nochmals Meppen 1977/78 und beim SV Atlas Delmenhorst 1978/79 an. Insgesamt wird Tippelt in der AOL Nord mit 103 Spielen mit zwölf Toren geführt.